# Donji Meljani
Donji Meljani es una localidad de Croacia en el ejido de la ciudad de Slatina, condado de Virovitica-Podravina.

## Geografía
Se encuentra a una altitud de 121 m s. n. m. a 171 km de la capital nacional, Zagreb.

## Demografía
En el censo 2011 el total de población de la localidad fue de 259 habitantes.
| Gráfica de población de Donji Meljani 1857-2011                     |
|                                                                     |
| Según los censos de población de la oficina estadística de Croacia. |